# Goldust
Dustin Patrick Runnels (11 aprilie din 1969), este un wrestler profesionist american , care în prezent lucrează pentru All Elite Wrestling sub numele de Dustin Rhodes. Runnels a lucrat de-a lungul carierei sale în diverse promotii sub diverse nume. O mare parte a carierei sale a petrecut-o în World Wrestling Federation/Divertisment/WWE, cu numele său real și în caracterul lui Goldust, gimmick-ul sau cunoscut. Printre realizările sale a câștigat Campionatul Intercontinental de 3 ori, Campionatul Hardcore de 9 ori, iar titlul de Campionat în Perechi din WWE 3 ori, o dată cu Booker T, și două cu fratele său, Cody Rhodes, ultimul sub gimmick-ul Stardust. În plus, în WCW a câștigat Campionatul Statelor unite ale WCW și Campionatul în Perechi de WCW o dată cu Barry Windham și celălalt cu Ricky Steamboat. De asemenea, a lucrat în World Championship Wrestling (WCW) ca Dustin Rhodes și Seven și în Total Nonstop Action Wrestling (TNA) ca Black Reign. Dustin este fiul fostului wrestler Dusty Rhodes și fratele lui Cody Rhodes.

## În Wrestling
- Manevre de final
  - Final Cut[4] (WWE) / Schizofrenic[5] (TNA) (Verticale suplex swinging neckbreaker) - 2007-prezent
  - Shattered Dreams[2] (Execută lovitură scăzut la un adversar agățat pe corzi de cuplare)[2]1997-2007 rar folosit după

## Campionate și realizări
- American Combat Wrestling
  - ACW Heavyweight Championship (1 data)

- Coastal Championship Wrestling
  - CCW World Heavyweight Championship (1 data)

- NWA Florida
  - FCW Heavyweight Championship (1 data)
  - FCW Tag Team Champion (1 data) - cu Mike Graham

- Turnbuckle Championship Wrestling
  - TCW Heavyweight Championship (1 data)[6]

- World Championship Wrestling
  - WCW United States Heavyweight Championship (de 2 ori)[7]
  - WCW World Six-Man Tag Team Championship (1 data) - cu Big Josh & Tom Zenk[8]
  - WCW World Tag Team Champion (de 2 ori) - cu Ricky Steamboat și Barry Windham[9]

- World Wrestling Federation / Entertainment / WWE
  - WWF Hardcore Campion (de 9 ori)[10]
  - WWF Intercontinental Champion (de 3 ori)[11]
  - World Tag Team Championship (1 data) - cu Booker T[12]
  - WWE Tag Team Championship (de 2 ori) - cu Cody Rhodes/Stardust